# Теодора (сестра на цар Иван Александър)
Теодора е българска аристократка от средата на XIV век – по-малка сестра на българския цар Иван Александър.
Теодора е най-малката дъщеря на деспот Срацимир и деспотица Кераца Петрица. Тя е най-малкото им дете и е сестра на българския цар Иван Александър и на сръбската кралица Елена. Годината на раждането ѝ не е известна, но според българския изследовател Иван Божилов Теодора най-вероятно е родена в периода 1334 – 1336 г., тъй като през 1352 г., откогато датира първото сведение за нея, тя е била много млада – на възраст между 16 и 18 години. Към това време тя вече е пребивавала в сръбския кралски двора при сестра си и зет си Стефан Душан.
Никифор Григора съобщава, че през есента на същата 1352 г. Стефан Душан с помощта на българския цар Иван Александър се опитал да разпали отново гражданската война във Византия, като настрои император Йоан V Палеолог срещу тъста му Йоан VI Кантакузин. Сръбският крал предложил на Йоан V да сключат съюз, скрепен с династичен брак: императорът трябвало да изостави съпругата си Елена Кантакузина и да я изпрати в Сърбия като заложница, след което да се ожени за Теодора – сетрата на сръбската кралица и българския цар. Плановете за сключване на този брак, замислен от Стефан Душан като политическо оръжие, обаче не били осъществени.
За Теодора се споменава само още веднъж в изворите, когато след смъртта на Стефан Душан през декември 1555 г. започнал процесът на разпадане на Сръбското царство и по-голямата част от подвластните му области Тесалия и Етолия били завладени от Никифор II Орсини. Тогава сред обкръжението на Орсини възникнала идеята той да изостави съпругата си Мария, също дъщеря на Йоан Кантакузин, и да се ожени за сестрата на сръбската царица, т.е. за Теодора. Никифор видял благоприятна възможност в сродяването със сръбския двор и приел предложението, след което изгонил съпругата си и започнал приготовления за сключването на брака с Теодора. Плановете за този брак също пропаднали, тъй като действията на Орсини предизвикали недоволството на местното население, което застанало на страната на Мария Кнтакузина и настояло за връщането ѝ, а Никифор II бил принуден да се съобрази и се отказал от планирания брак с Теодора. Скоро след това той бил убит в битка през 1359 г. След тези събития за живота на Теодора няма други сведения в изворите.